# Linia kolejowa Gościno – Karlino Wąskotorowe
Linia kolejowa Gościno – Karlino Wąskotorowe – rozebrana linia kolejowa wąskotorowa łącząca Gościno i Karlino. Otwarcie linii nastąpiło 10 listopada 1909 roku, gdy oddano do użytku odcinek Gościno – Pobłocie Wielkie. 9 października 1915 roku został uruchomiony odcinek Pobłocie Wielkie – Karlino Wąskotorowe. W 1964 roku całą linię zamknięto dla ruchu pasażerskiego i towarowego. W tym samym roku nastąpiło też jej rozebranie. Dziś linia jest rozebrana, a starotorze po niej zaorane. Pozostały po niej tylko nikłe ślady. Na całej długości linia była jednotorowa o rozstawie szyn wynoszącym 1000 mm.